# Gastro-enterologische aandoening
Gastro-enterologische aandoeningen zijn aandoeningen van het maag-darmstelsel en de organen die met de spijsvertering te maken hebben. Deze aandoeningen worden onderzocht door een Gastro-enteroloog
Voorbeelden van gastro-enterologische aandoeningen zijn:
- Esophagitis
- Gastro-oesofageale refluxziekte (GERD)
- Slokdarmzweer
- Slokdarminfecties
- Tumoren van de slokdarm
- Maagmotiviteitsstoornissen
- Gastritis
- Maagzweer
- Maagtumoren

Mond · 
Huig · 
Keel · 
Farynx · 
Strotklepje · 
Slokdarm · 
Maag · 
Twaalfvingerige darm · 
Papil van Vater · 
Alvleesklier · 
Lever · 
Galblaas · 
Nuchtere darm · 
Kronkeldarm · 
Dunne darm · 
Blindedarm · 
Wormvormig aanhangsel · 
Dikke darm · 
Endeldarm · 
Anus